# 营州 (九州)
營州是《爾雅·释地》所列九州之一，中國古籍所記十二州之一。
東漢末年遼東軍閥公孫度置营州，在今遼東半島一帶。《魏志·公孫度傳》「越海收東萊諸縣，置營州刺史」。后有多次设置。